# Podlahová krytina
Podlahové krytiny můžeme dělit podle použitého materiálu nebo podle metody připevnění k podkladu.
U podlahových krytin posuzujeme různé vlastnosti: tepelně izolační vlastnosti, odolnost proti nárazu, odolnost proti bodovému zatížení, odolnost proti vlhkosti, šíření kročejového hluku, otěruvzdornost, mrazuvzdornost u venkovních podlah aj.
Celosvětový objem obchodu s podlahovými krytinami se na rok 2020 udává se 149 miliardami USD.

## Rozdělení podlahových krytin

### Podle materiálu
- Koberce (cca 22 % z celkového obchodu s podlahovými krytinami[3])
- Dřevěné podlahy
  - Masivní dřevěné podlahy
  - Vrstvené podlahy
- Korkové podlahy
- WPC podlahy (a další druhy venkovních teras)
- Laminátové podlahy
- Podlahy z linolea
  - Linoleum
  - Marmoleum
- Vinylové podlahy
- Ekologické podlahy
- Keramické podlahy
- Betonové podlahy
- Tatami

### Podle technologie pokládky
- Celoplošně lepené podlahy
- Plovoucí podlahy
- Podlahy na roštech
- Volně položené podlahy
- Lité podlahy

### Podle použití
- Vnitřní
- Venkovní

## Pokládka podlahové krytiny
Před pokládkou je nutné povrch vyrovnat a určit způsob pokládky. Záleží na umístění podlahy. Roli zde hraje také charakter místnosti (např. její vlhkost), typ podlahové krytiny, zda se umístí podlahové topení (na topný systém je lepší krytinu přilepit), kvalita zvukové izolace a plánovaná životnost podlahy.